# Data Design Interactive
Data Design Interactive foi uma empresa de desenvolvimento e publicação de jogos de videogame, sediada no Reino Unido. A empresa já publicou jogos para diversas plataformas, incluindo PC, Xbox, GameCube, PlayStation 2, PSP e Wii.

## Críticas
A maioria dos últimos jogos lançados pela Data Design Interactive foram criticados pelos jogadores e pela mídia especializada, críticas sobre os gráficos, jogabilidade, entre alguns erros. Os jogadores alegam que alguns jogos parecem ser cópias idênticas das versões anteriores. Alguns dos jogos receberam notas de 1.0 na IGN, e em outros sites como Gamespot.

## Jogos Notáveis
- Action Girlz Racing
- Anubis II
- Billy the Wizard: Rocket Broomstick Racing
- Kawasaki 4X4 Quad Bikes
- Kawasaki Jet Ski
- Kawasaki Snow Mobiles
- Kidz Sports Basketball
- Kidz Sports Ice Hockey
- Kidz Sports Crazy Mini Golf
- Kidz Sports International Soccer
- LEGO Rock Raiders
- London Taxi: Rushhour
- Mini Desktop Racing
- Monster Trux: Arenas
- Myth Makers: Orbs of Doom
- Myth Makers: Super Kart GP
- Myth Makers: Trixie in Toyland
- Ninjabread Man
- Offroad Extreme! Special Edition
- Urban Extreme